# Crocidura nicobarica
Crocidura nicobarica is een zoogdier uit de familie van de spitsmuizen (Soricidae). De wetenschappelijke naam van de soort werd voor het eerst geldig gepubliceerd door Miller in 1902.

## Voorkomen
De soort komt voor in India.